# Аварийный выход (фильм)
«Аварийный выход» (пол. Wyjście awaryjne) — польская кинокомедия 1982 года.

## Сюжет
Ядвига Коленда — руководитель гмины, а её муж выращивает гусей и розы. Их дочь беременна и не хочет признаться, кто является отцом будущего ребёнка. Родители решили найти ей мужа. Отец привёз «кандидата» из большого города. Он говорил, что работает телевизионным редактором, но оказалось, что он преступник. Кто-то об этом знает и шантажирует его. Хорошо, что комендант милиции любит гусятину, а приходский ксёндз любит розы.

## В ролях
- Божена Дыкель — Ядвига Коленда, начальник гмины,
- Ежи Михотек — Владислав Коленда, муж Ядвиги,
- Кшиштоф Ковалевский — комендант милиции,
- Фердинанд Матысик — Малешко, служащий гмины,
- Мария Гладковская — Дорота, дочь Колендов,
- Анджей Голеевский — Бронек Сикора, жених Дороты,
- Збигнев Бучковский — Калафиор, приятель Бронека,
- Болеслав Плотницкий — приходский ксёндз,
- Ядвига Скупник — Хелена Фельдшерова, соседка Колендов,
- Рышард Яблоньский — парень имеющий бить Бронека на танцах,
- Зыгмунт Белявский —  актёр в царском мундире в туалете в здании телевидения,
- Хенрик Хунко — священник в семинаре.